# مؤخره

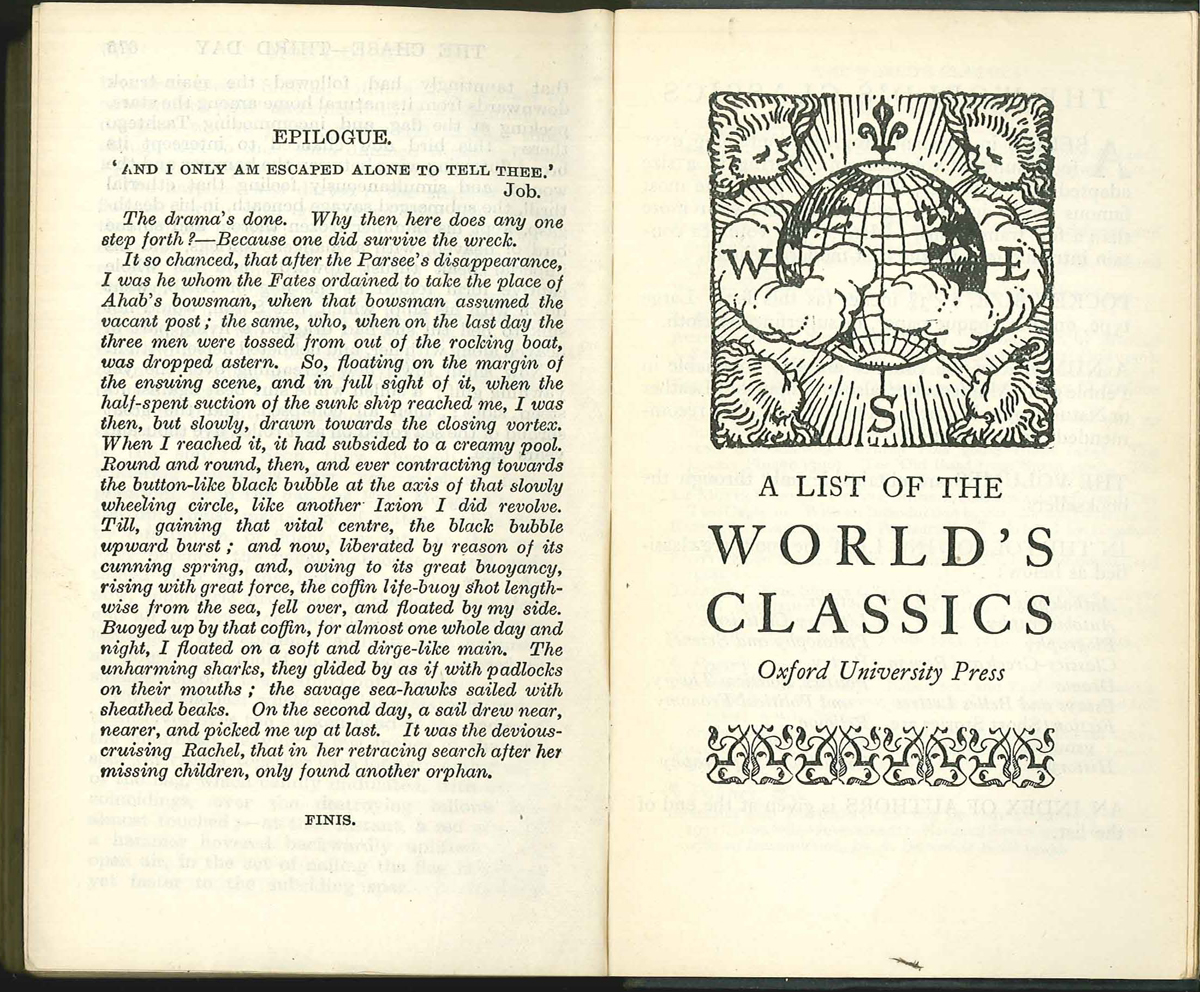
پایانی از موبی دیک یا، نهنگ، اثر هرمان مل

مؤخره (به انگلیسی: epilogue، به فرانسوی: épilogue، از یونانی: ἐπίλογος، به‌معنای «پایان»، «فرجام» و «نتیجه») بخشی که در پایان داستان یا نمایش می‌آید و اثر را به پایان می‌رسانَد. در مؤخره، معمولاً نویسنده به‌طور مستقیم با خواننده سخن می‌گوید.
نقطهٔ مقابل مؤخره، دیباچه است؛ نوشته‌ای در ابتدای داستان یا نمایش که معمولاً برای شروع حکایت و جلب توجه خواننده نگاشته می‌شود.